# Betta rubra
Betta rubra är en fiskart som beskrevs av Perugia, 1893. Betta rubra ingår i släktet Betta och familjen Osphronemidae. Inga underarter finns listade.